# Karl Krziwanek

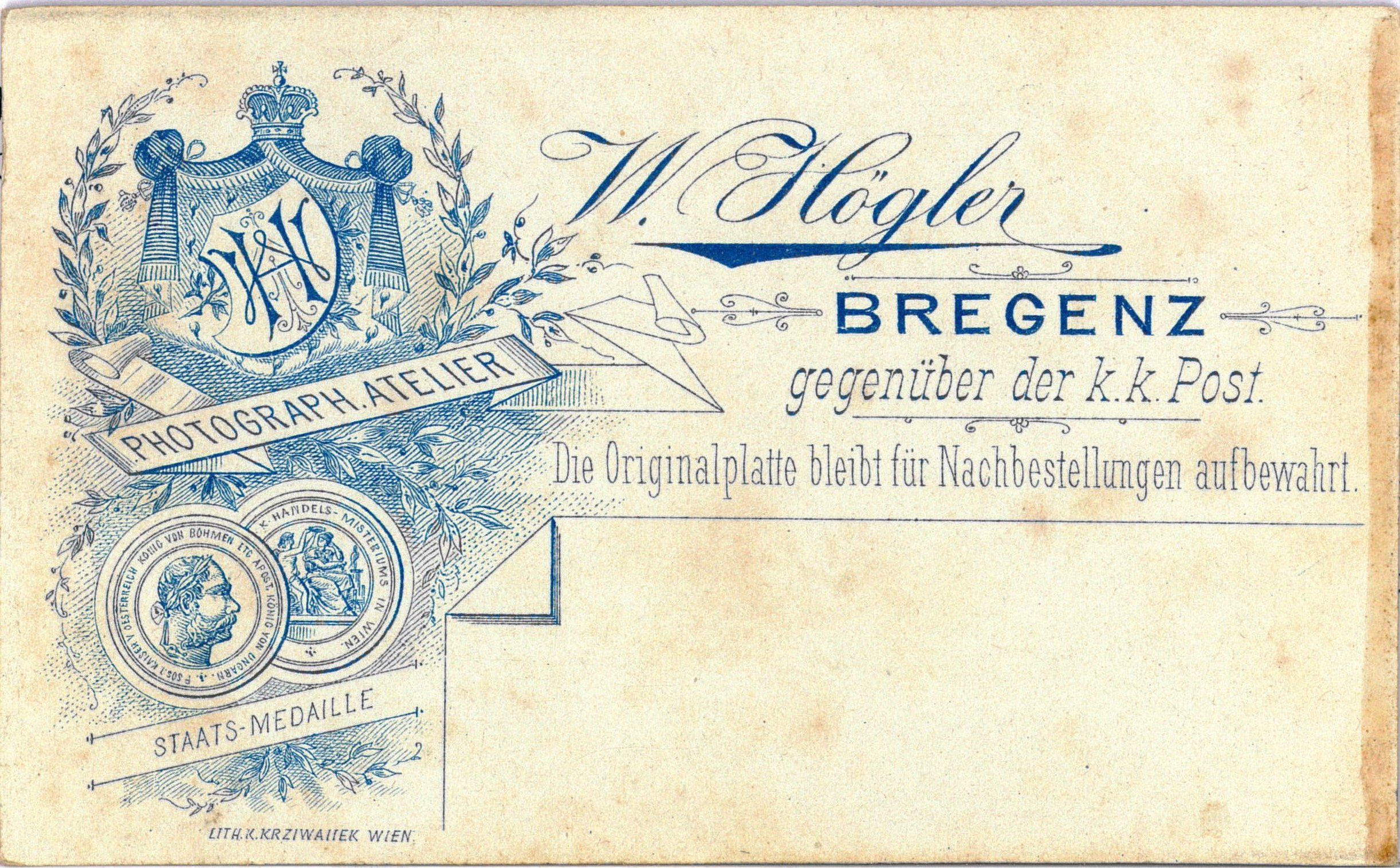
Revers carte de visite pro Wilhelma Höglera v Bregenzu; litografie „K. Krziwanek, Vídeň”

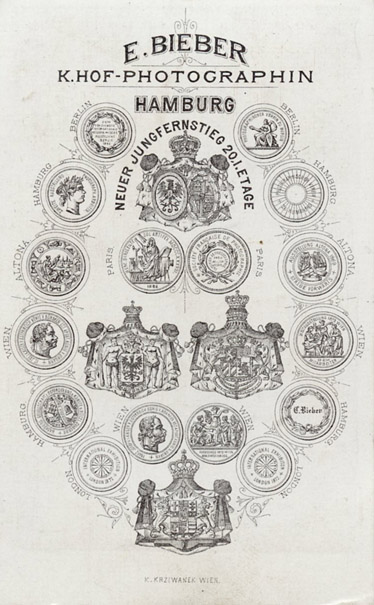
Rub fotografické vizitky z ateliéru Emilie Bieberové kolem roku 1875

Karl Krziwanek (11. května 1834 Jägerzeile, dnes Vídeň  – 25. září 1874 Vídeň) byl rakouský obchodník s vybavením fotografických ateliérů a majitel litografického podniku „Karl Krziwanek“.

## Životopis
Karl Krziwanek byl synem Johanna Ludwiga Krziwanka (1795–1861), narozeného v Čechách, doktora práv, člena vídeňské právnické fakulty, okresního soudce a skláře, a Barbary, roz. Hafenbrädlové (dcera skláře). Jeho bratry byli fotograf a vynálezce Rudolf Krziwanek (1843–1905), který působil ve Vídni a divadelní ředitel, a herec Friedrich Skriwanek (1840-1886).
Karl Krziwanek založil a vedl litografickou firmu, kde se řezaly kartonové krabice a navrhovaly se reversy - zadní strany fotografií. Kartonové krabice byly nezbytné jako základ pro tenké fotografické papíry, které měly tendenci se kroutit. Postupem času také dodával pro fotografická studia vybavení jako pozadí, nábytek a další. Krziwanek za to získal ocenění na třetí fotografické výstavě v Hamburku v roce 1869. V průběhu let byly přidány objektivy, fotoaparáty a příslušenství. V nabídce měl i fotografické desky, fotopapíry a chemikálie.
Společnost Karla Krziwanka byla založena právě v době, kdy se carte-de-visite začala objevovat jako nejběžnější formát fotografií. To byl důvod úspěchu společnosti v prvních letech. V roce 1867 dodala Krziwankova společnost vídeňským fotografům na vizitky kolem 1,5 milionu kartonů.
Karl Krziwanek byl členem Fotografické společnosti ve Vídni a dočasně byl jejím auditorem a členem výboru.
Po smrti Karla Krziwanka 25. září 1874 se majitelkou firmy založené v roce 1860 stala jeho manželka Leonie rozená de Tysson, se kterou měl dceru Wilhelmine a syna Rudolfa Josefa Karla.

## Firma Karl Krziwanek nebo K. Krziwanek
V roce 1875 byl jako prokurista registrován Franz Exner. Zůstal zaměstnancem v manažerské pozici nejméně do roku 1900. Odpovědným vedoucím litografického ústavu byl pan Gärtner a v roce 1900 oslavil 25. výročí. Jako prokuristé byli dočasně odpovědní Heinrich Tausenau († 1891) a Jean Mainguet. Dalším zaměstnancem byl Julius Türk.
Kolem roku 1880 byl do funkce ředitele dočasně jmenován právník Carl Ritter von Tarnóczy-Sprinzenberg. Poté, co Karl Beck, účetní firmy Kühle & Milesche a cestovatel Johann Prihoda založili v roce 1907 společnost "Prihoda & Beck" s cílem obchodovat s fotografickými potřebami, firmu "Karl Krziwanek" v témže roce firmu "Karl Krziwanek".  Název "Karl Krziwanek Nachf. Prihoda & Beck" se udržel ještě několik let.

### Dílo
- Die camée medailon-Visitkarte, in: Photographische Correspondenz VII. Svazek, Vídeň 1870, s. 199–200.

### Propagační reklamy
- Reklama ve Photographische Correspondenz, 5. ročník 1868, str. 168, (online)
- Reklama ve Photographische Correspondenz, 6. ročník 1869, naproti str. 17, ( online).
- Reklama ve Photographische Correspondenz, 6. r. 1869, podle str. 70, (online)
- Reklama ve Photographische Correspondenz, 6. r. 1869, naproti str. 95, (online)
- Reklama ve Photographische Correspondenz, 6. r. 1869, naproti str. 236, (online)
- Reklama ve Photographische Correspondenz, 8. r. 1871, naproti str. 252, (online)
- Inzerát litografického ústavu ve Photographische Correspondenz, 11. ročník 1874, (online)